# Pseudocraterellus sinensis
Pseudocraterellus sinensis är en svampart som först beskrevs av Lloyd, och fick sitt nu gällande namn av D.A. Reid 1962. Pseudocraterellus sinensis ingår i släktet Pseudocraterellus och familjen kantareller.   Inga underarter finns listade i Catalogue of Life.